# Leatop Plaza
Leatop Plaza (tiếng Trung: 利通广场; tiếng Trung: 利通廣場) là một tòa nhà chọc trời siêu cao theo lối kiến trúc hiện đại 66 tầng, có chiều cao 302,7 m (993 ft) ở Quảng Châu, Trung Quốc. Leatop Plaza được đặt trên địa điểm song song với lối vào phía Đông ở trục trung tâm của Khu đô thị mới Zhujiang. Tòa tháp văn phòng của toà nhà có cao độ tính từ mặt đất là 4 m (13 ft). Việc xây dựng tòa nhà bằng kính và thép được hoàn thành vào năm 2012. Công trình này được thiết kế bởi Francisco Gonzalez-Pulido cho JAHN.